# Смолоскип Ухуру

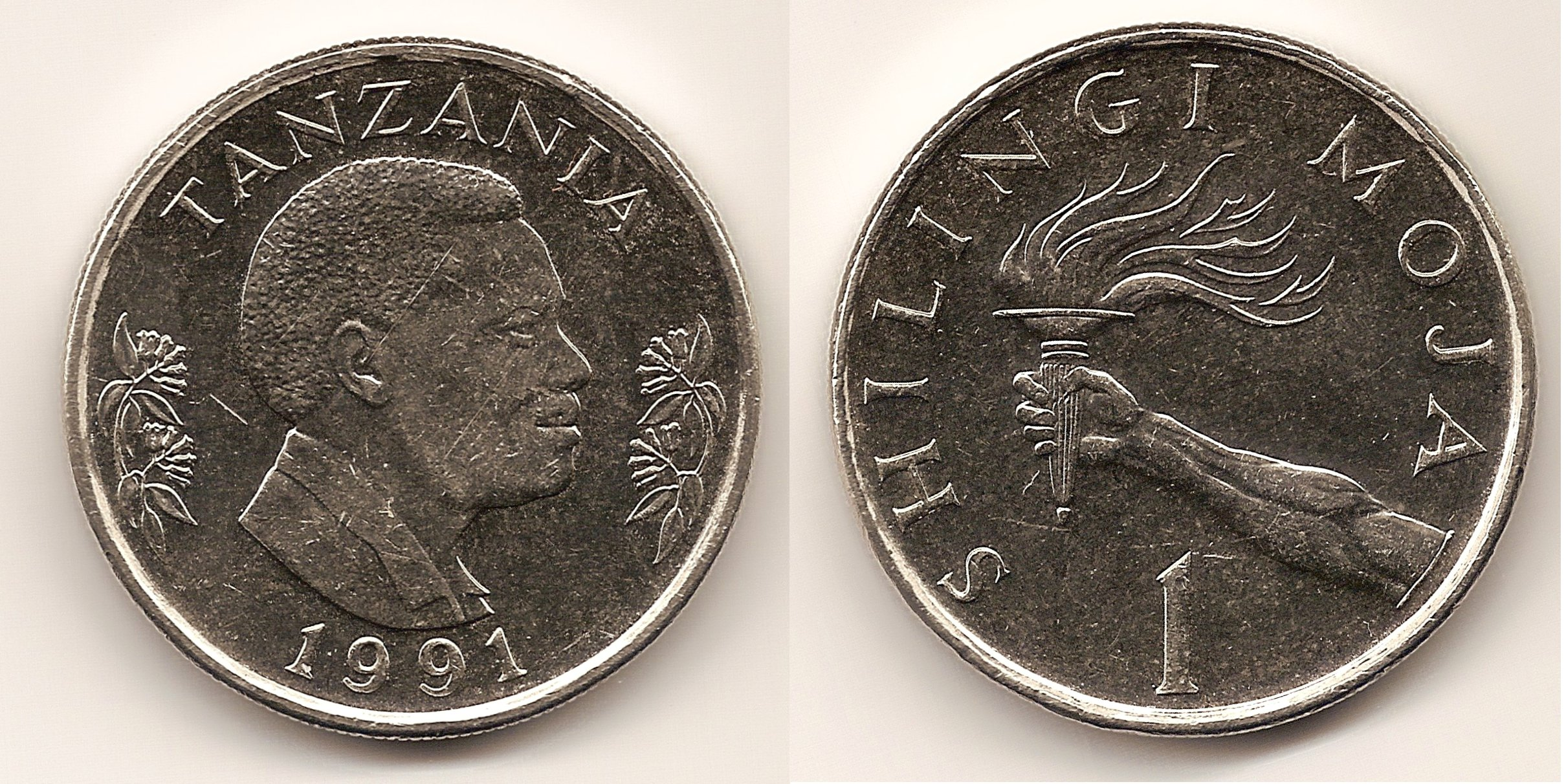
Смолоскип Ухуру на реверсі танзанійського шилінгу

Смолоски́п Уху́ру (суах. Mwenge wa Uhuru, трансліт. Мвенґе ва Ухуру, досл. «смолоскип свободи»; англ. Uhuru Torch) — це гасовий смолоскип, що асоціюється з історією виборення незалежності Танзанією; один з національних символів країни. Символізує свободу й світло. Зображення смолоскипа Ухуру присутнє на танзанійському гербі.  
Історія символу — перший смолоскип ухуру (свободи) був запалений 9 грудня 1961 року офіцером Народних сил оборони Александром Нірендою (Alexander Nyirenda на вершині гори Кіліманджаро . Це був симолічний акт — задля того, щоб осяяти країну та незважаючи на кордони принести надію туди, де панує відчай; любов, де панує ворожнеча; та повагу, де панує ненависть. Носіння смолоскипу Ухуру відбувається щорічно й стартує з різних місць.